# Ilse Reicke
Ilse Reicke (* 4. Juli 1893 in Friedenau; † 14. Januar 1989 in Fürth) war eine deutsche Schriftstellerin, Journalistin und Feministin.

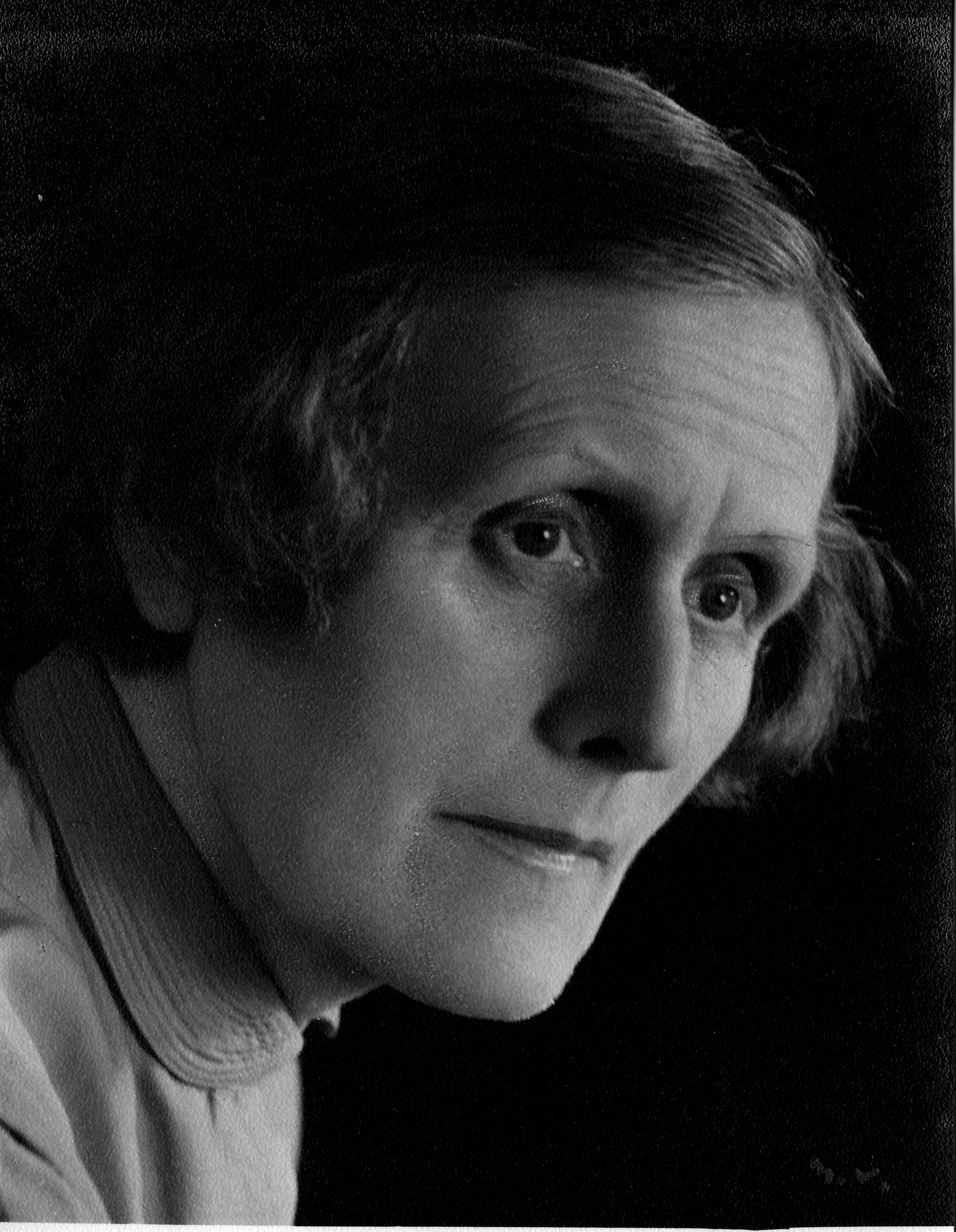
Ilse Reicke, um 1950

## Leben
Sie war die Tochter des Justiziars und zweiten Berliner Bürgermeisters Georg Reicke und kannte Käthe Kollwitz persönlich. Ihr Erstlingswerk war der Gedichtband Das schmerzliche Wunder aus dem Jahre 1914. 1915 heiratete sie den Schriftsteller Hans von Hülsen. Nach ihrer Promotion zum Dr. phil. 1915 an der Universität Greifswald mit der Dissertation Das Dichten in psychologischer Betrachtung war Ilse Reicke Dozentin an der Lessing-Hochschule in Berlin-Charlottenburg.
1930 publizierte sie das Buch Leichtsinn, Lüge, Leidenschaft. Nach der Machtergreifung durch die Nationalsozialisten unterschrieb sie im Oktober 1933 zusammen mit ihrem Mann und weiteren 86 Schriftstellerinnen und Schriftstellern, darunter acht weiteren Frauen, das Gelöbnis treuester Gefolgschaft für Adolf Hitler.
Sie lebte zunächst bei ihren Eltern in Berlin. Im Studium ein Semester in Heidelberg, später zur Promotion in Greifswald. Etwa mit der Machtergreifung der Nazis zog sie nach Schreiberhau im Riesengebirge. Nach dem Ende des Zweiten Weltkriegs und der Vertreibung zog sie zu ihrer Tochter nach Göggingen bei Augsburg. Ilse Reicke veröffentlichte erst 1952 wieder ein Buch über Bertha von Suttner. In den frühen 1960er Jahren erfolgte ein Umzug nach Fürth, zur jüngsten Tochter. In den Jahren 1968 und 1969 publizierte sie die Lyrikbände Klang und Klage der Geschichte sowie Stimmen der Erdengeschlechter. Ihr letztes Buch erschien 1984 und behandelte bedeutende Frauengestalten der Weimarer Republik.
Politisch engagierte sie sich in den 20er Jahren in der DDP, für die sie 1924 Kandidatin für Ostpreußen für den Reichstag war. Nach dem Zweiten Weltkrieg war sie in der FDP, für die sie bei der Bundestagswahl 1949 erfolglos auf der bayerischen Landesliste kandidierte.

## Werke (Auswahl)
- 1984 Die großen Frauen der Weimarer Republik. Erlebnisse im „Berliner Frühling“
- 1981 Eine Sippe aus Memel.
- 1981 Die Musikantin Olga Schwind.
- 1952 Schlimmes Geheimnis der Klasse. Jugendkriminalroman
- 1952 Bertha von Suttner. Ein Lebensbild
- 1943 Das Brautschiff. Roman
- 1939 Durch gute Lebensart zum Erfolg.
- 1938 Die Welle steigt, die Welle sinkt. Roman
- 1938 Das tätige Herz. Ein Lebensbild Hedwig Heyls
- 1933 Das Schifflein Allfriede. Ein Jugendroman
- 1931 Berühmte Frauen der Weltgeschichte. Sechs Betrachtungen
- 1931 Der Weg der Irma Carus, Roman über eine Frauenärztin
- 1930 Leichtsinn, Lüge, Leidenschaft. Ein Schicksal aus dem russischen Rokoko
- 1929 Die Frauenbewegung. Ein geschichtlicher Überblick
- 1928 Fraueninteressen in der Tagespresse, in Emmy Wolff Hg.: Frauengenerationen in Bildern. Herbig, Berlin 1928, S. 116–125
- 1924 Das junge Mädchen, Lebensgestaltungsbuch
- 1921 Frauenbewegung und Erziehung
- 1919 Der Weg nach Lohde, Roman